# Principe del Regno Unito
Principe del Regno Unito di Gran Bretagna e Irlanda del Nord è un titolo nobiliare concesso dal regnante britannico, ed è conferito attraverso l'emissione di lettere patenti come espressione della volontà reale.
Gli individui che detengono il titolo di principe avranno anche il trattamento di altezza reale. Quando un principe britannico è sposato, la moglie, se non è già una principessa in proprio, ottiene il titolo di cortesia nel titolo principe del marito. Ad esempio, la moglie del principe Michael di Kent è conosciuta con il titolo di cortesia di "principessa Michael di Kent". Salvo alcune eccezioni, Diana dopo il divorzio continuò a essere Principessa del Regno Unito, ma senza il trattamento di altezza reale e Filippo fu altezza reale dal suo matrimonio con Elisabetta II nel 1947, col solo titolo di duca, divenne invece Principe del Regno Unito solamente nel 1957.